# Малиновський Олександр Іванович
Малино́вський Олекса́ндр Іва́нович (10 (23) квітня 1915 , Київ, Київська губернія, Російська імперія  — 19 серпня 1976 , Київ ) — український радянський архітектор, член Спілки архітекторів УРСР з 1941 року.

## Біографія
Народився 10 (23) квітня 1915 року в Києві. У 1940 році закінчив архітектурний факультет Київського інженерно-будівельного інституту, навчався у Йосипа Каракиса. Одночасно з навчанням працював у різних будівельних та проєктних установах Києва.
З червня 1941 року в Червоній Армії, молодший лейтенант, брав участь у Другій світовій війні. 20 вересня 1941 року попав у німецький полон в районі міста Сенча[уточнити], перебував у таборі військовополонених. Через 10 місяців був відпущений із табору, працював у Хоролі техніком-будівельником. Після визволення Хоролу Червоною армією у вересні 1943 року був направлений до штрафного батальйону. Нагороджений медаллю «За перемогу над Німеччиною у Великій Вітчизняній війні». У листопаді 1945 року демобілізований.
Після війни працював у Києві в проєктному інституті «Київпроект». Був одним із авторів генерального плану відбудови Хрещатика, станції метрополітену «Завод „Більшовик“» (зараз — «Шулявська»), аеровокзалу в Борисполі, пам'ятника-монумента Жовтневої революції, будинку Укрпрофради (зараз — Будинок Профспілок).
Мешкав у будинку № 25 по вулиці Хрещатик. Помер у Києві 19 серпня 1976 року.

## Основні споруди
- Післявоєнний ансамбль забудови Хрещатику (1949–1956)
- Житловий будинок по вулиці Хрещатик, 25 (Київ)
- Пасаж у будинку № 15 по вулиці Хрещатик (1946–1955)
- Будинки № 23 і № 27 по вулиці Хрещатик (1951–1954)
- Будинок Укрпрофради (Майдан Незалежності, 2)
- Будинок Київради (Хрещатик, 36, 1952–1957)
- Будинок Річкового училища (вулиця Фрунзе, 9, 1951–1953)
- Аеропорт «Бориспіль»
- Станція метро «Шулявська» в Києві (1963)
- Монумент Великій Жовтневій соціалістичній революції, Київ (1977)
- Пам'ятник закатованим у Дарницькому концтаборі (1968)

## Зображення

Хрещатик, 25
Монумент Великій Жовтневій соціалістичній революції
Пам'ятник закатованим у Дарницькому концтаборі
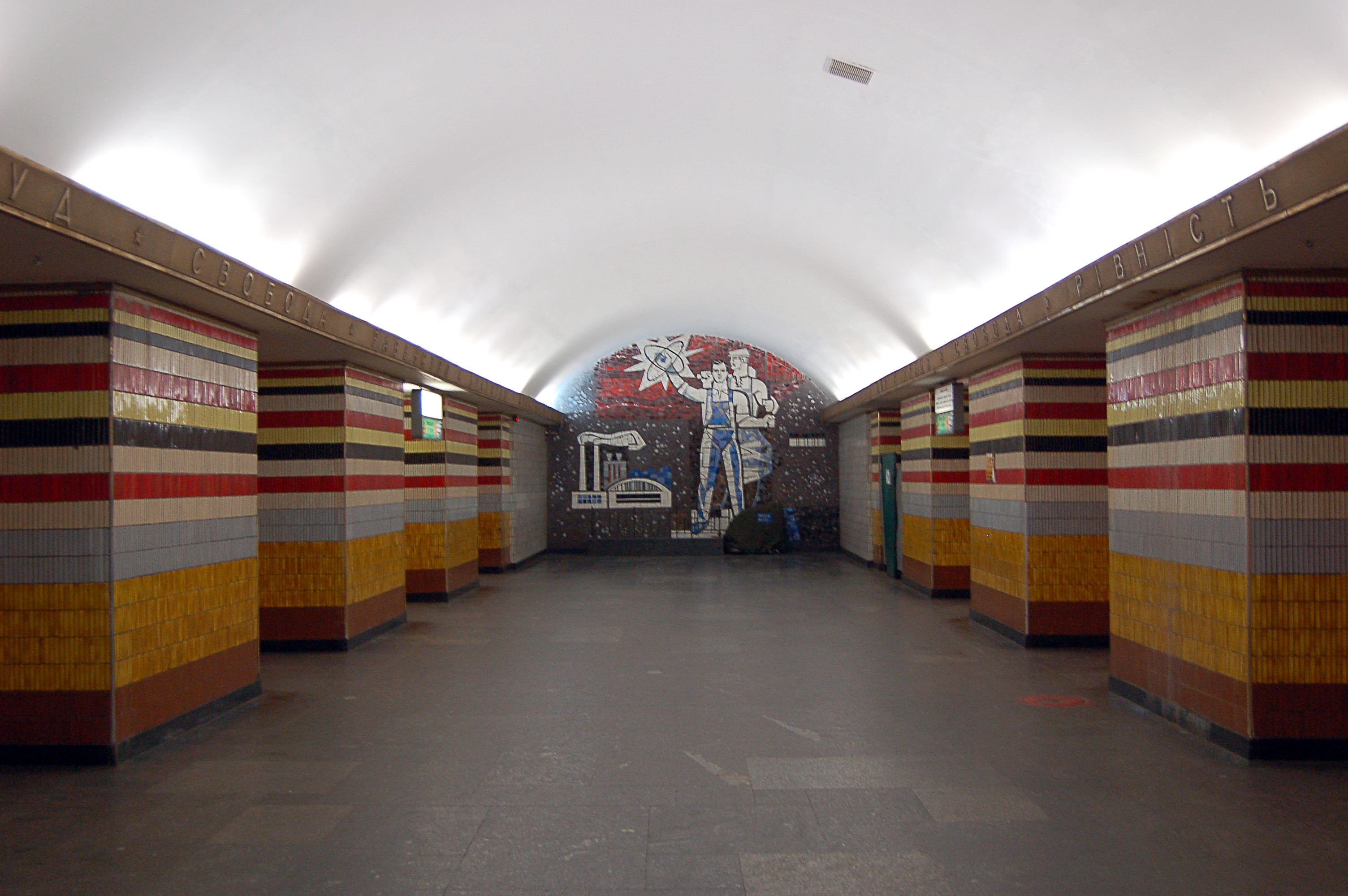
Станція метро «Шулявська»